# École Royale des Cadets

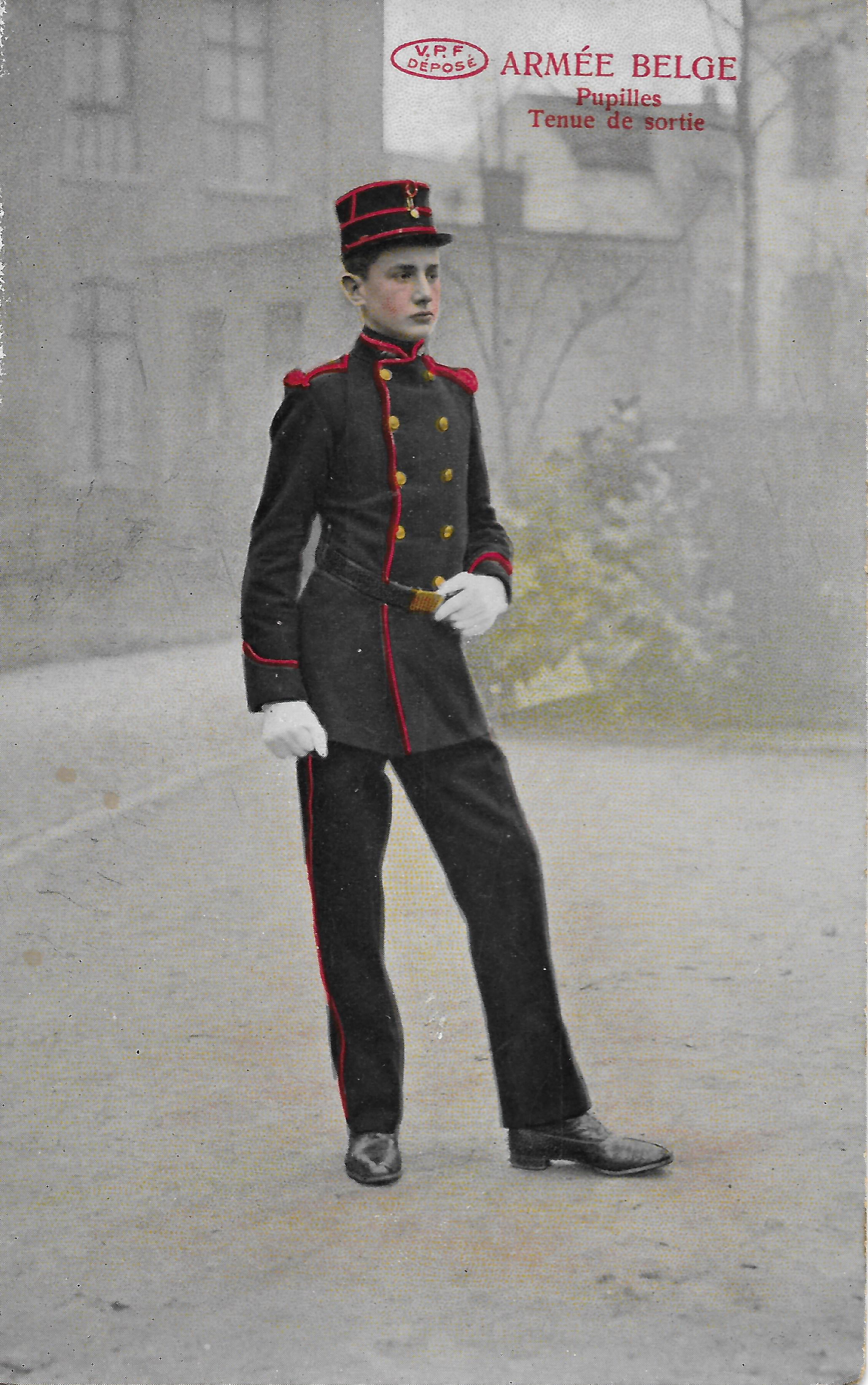
Pupille en tenue de sortie avant la Première Guerre mondiale

Pupilles de 1892, un lieutenant et deux sous-officiers

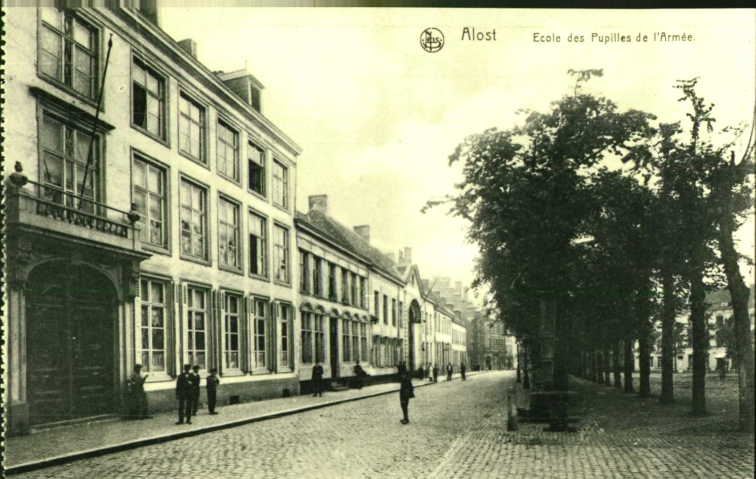
L'école des Pupilles à Alost

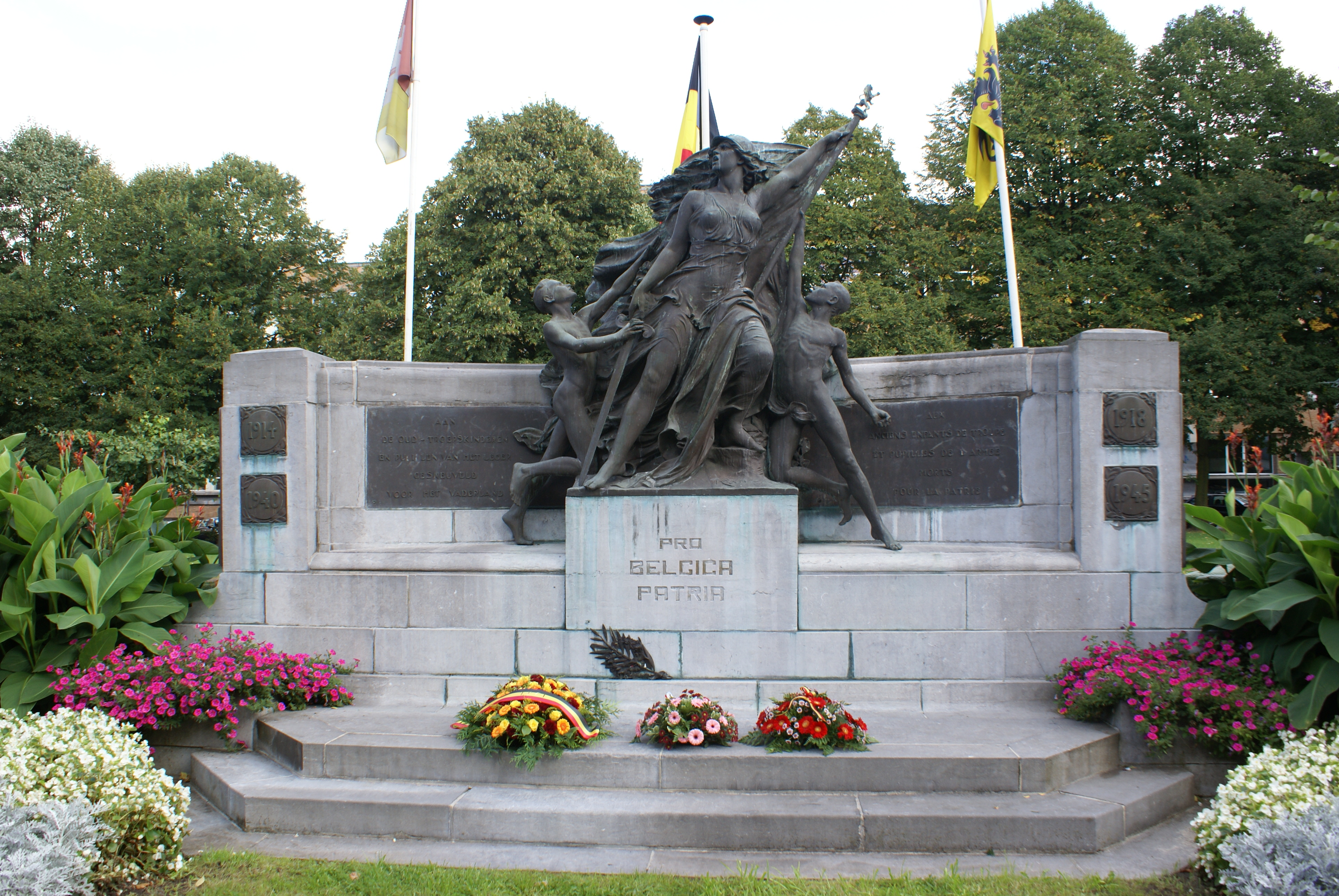
Alost : monument aux morts pour les anciens enfants de troupe et les pupilles

L'École Royale des Cadets (ERC) (Koninklijke Cadettenschool) était un institut de formation de l'armée belge. Jusqu'en 1991, l'école dispensait une formation générale et académique du niveau de l'enseignement secondaire dans une sphère militaire en vue de préparer les examens d'entrée à l'École Royale Militaire (Belgique). Bien que l’enseignement y soit organisé par l'armée, les diplômes étaient reconnus par le Ministère de l'Éducation.  

## Antécédents

### France et Prusse
En France, des écoles des cadets existaient sous l'Ancien Régime. C'étaient des écoles qui préparaient les fils de l'aristocratie à leurs fonctions d'officiers dans les armées du Roi. La Prusse avait également fondé des écoles de cadets, à l'instar de la France, mais elles furent interdites en 1919 par le Traité de Versailles.

### Enfants sous les armes
L'origine de l’école des cadets belge remonte aux institutions qui ont été créées pour s'occuper des enfants de militaires, d'orphelins de soldats tombés au combat et d'enfants abandonnés et négligés. Dès 1687, des fils de militaires âgés de dix ans et plus et des orphelins âgés de sept ans sont pris en charge dans des écoles de l’armée, l’une à Ostende et l’autre à Lierre. Chacune d’entre elles hébergeait  trois cents jeunes.  
Sous le régime autrichien, en 1776, un centre d'accueil et d'éducation gratuit a été créé pour les orphelins et les filles de soldats pauvres : la Fondation impériale de Messines, devenue en  1845 Fondation royale de Messines.
Aux Pays-Bas, pendant la période française, les orphelins et les enfants trouvés ou abandonnés étaient hébergés dans les armées. Le Royaume des Pays-Bas a poursuivi cette politique : des compagnies d’« Orphelins du Roi » (Koninklijke Kwekelingen) ont été fondées pour des jeunes de 7 à 17 ans.

### Compagnie des enfants de Troupe
En Belgique, les régiments avaient perpétué après 1830 la tradition française des "enfants régimentaires". Par l’arrêté royal no 2809 du 9 mars 1838, ces enfants  étaient officiellement reconnus comme "enfants de troupe". Cela n’améliora pas leurs conditions de vie>. Sous l'impulsion du roi Léopold Ier, ils furent réunis dans une "Compagnie des Enfants de Troupe" à la caserne de Sion, à Lierre, sous le commandement d'un capitaine. La Compagnie accueillait sept cents garçons âgés de dix à seize ans et  les préparait au concours de recrutement pour les grades inférieurs de l'armée. En 1856, la "Compagnie des Enfants de Troupe" devient l'"École des Enfants de Troupe". En 1859, l'"École des Enfants de Troupe" a été installée dans une ancienne prison reconvertie à Alost. En vue de recruter des officiers et des sous-officiers compétents, l'enseignement secondaire inférieur y est dispensé à partir de 1870.  
En 1883, l'"École des Enfants de Troupe" devient l'"École des Pupilles de l'armée". Elle  se composait d'un département d'enseignement primaire pour les enfants de dix à treize ans à Alost et d'un département d'enseignement secondaire pour les enfants de treize à seize ans à Namur. Les écoles étaient ouvertes aux fils de militaires, de fonctionnaires ou d’ayants droit de l'armée. À l'âge de quatorze ans, les pupilles signaient un contrat d’engagement pour un régiment de leur choix. En 1894, l'âge minimum d'incorporation a été porté à seize ans par l’arrêté royal no 11133.
En 1914, après la mobilisation générale du 31 juillet, les pupilles les plus âgés ont rejoint  leur régiment. Les pupilles qui n'avaient pas encore signé d'engagement furent  renvoyés chez eux.
En 1919, l’école des Pupilles a été rouverte pour accueillir également les orphelins de guerre de dix ans et plus. L'internat était gratuit. Pour les néerlandophones, l’école des Pupilles assurait l'enseignement primaire à Saffraanberg et l'enseignement secondaire à Alost. Pour les francophones, il s'agissait respectivement de Bouillon et Marneffe.  
Au début des années 1930, l'afflux d'orphelins de guerre prit fin. La mise en place dès 1919 de  l'enseignement obligatoire jusque l’âge de 14 ans fournissait  suffisamment de jeunes gens bien formés pour répondre aux besoins des forces armées. Après l'année scolaire 1932-1933, les départements primaires de l’école des Pupilles ont été supprimés et le recrutement pour l'enseignement secondaire a cessé. En 1935, les écoles de pupilles  ont été définitivement fermées.

## De la création à la fermeture

### De 1897 à 1914
L’école des Cadets a été fondée en 1897 dans les locaux de l’école des Pupilles de Namur pour préparer les fils d'officiers à l'examen d'entrée à l’école Militaire. Quarante néerlandophones et quarante francophones, âgés d'au moins onze ans et de moins de dix-sept ans, pouvaient être admis à l’école des Cadets après un examen médical et à condition d'être reçus et classés en ordre utile  au  concours d’admission.  

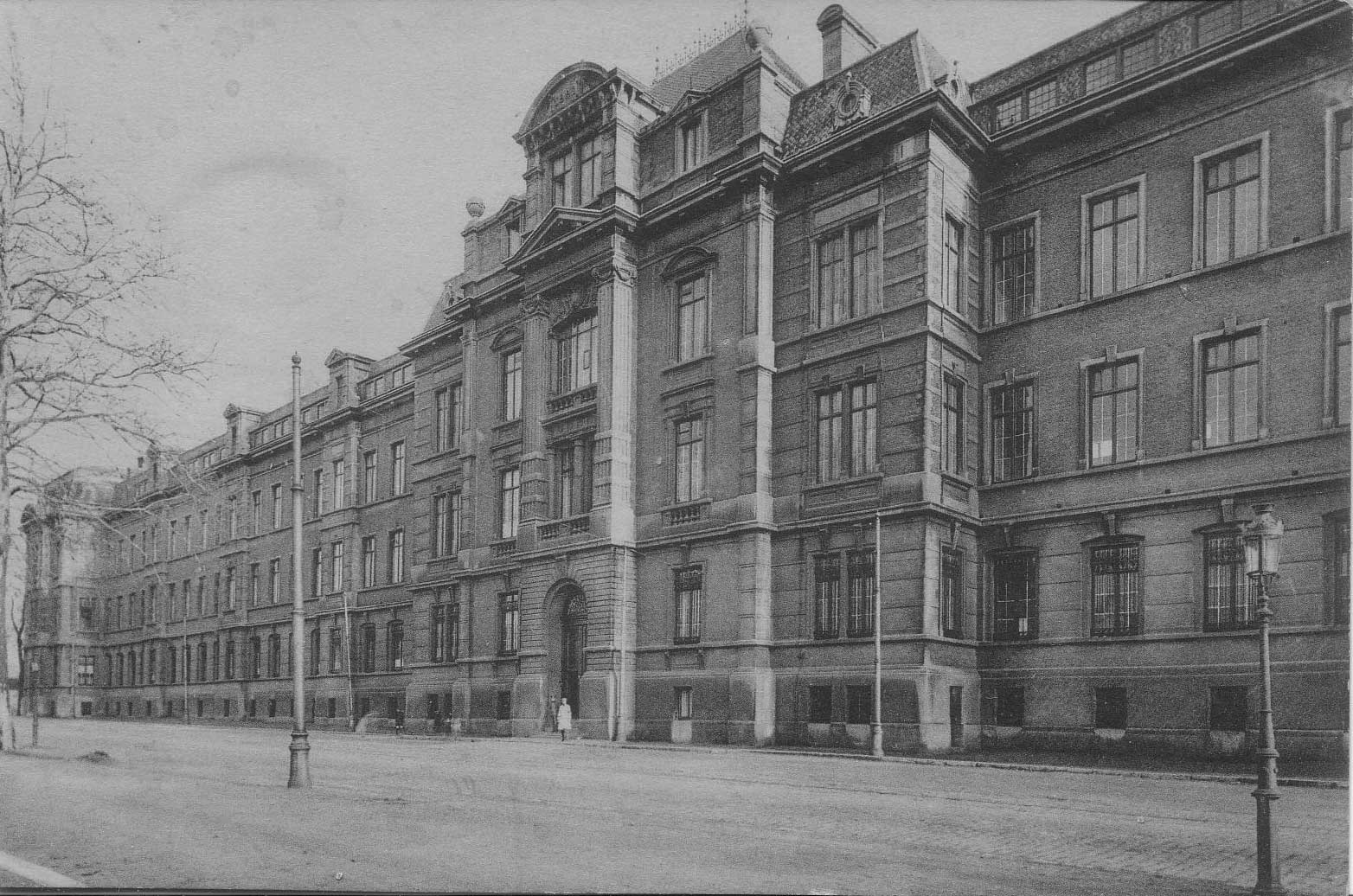
L’école des Cadets à Namur

### Pendant la Première Guerre mondiale
Le 31 juillet 1914, lors de la mobilisation générale de l'armée, les cadets de moins de seize ans étaient rentrés chez eux en vacances. Dans les locaux de l’école de Namur, il restait  encore cinquante-six cadets qui avaient signé un contrat d’engagement. Vingt-cinq d’entre eux furent  promus sergents et utilisés comme instructeurs dans la brigade de volontaires et plus tard dans les centres de formation. Certains cadets non promus purent  se joindre à l'armée de campagne. D'autres, restés sur place purent quitter l'école en civil, sous la responsabilité de l'aumônier, avec un sauf-conduit octroyé par l'occupant allemand,.

### De 1919 à 1940
Après la Première Guerre mondiale, une École des Cadets néerlandophones et francophones pour l'enseignement secondaire supérieur a été ouverte à Namur. Six cents élèves pouvaient être recrutés, deux cents dans chacune des trois années scolaires. Dans les années suivantes, ce nombre fut réduit à cent élèves par système linguistique pour la "troisième" (la première des trois années scolaires).  
Les fils de militaires et assimilés de tous grades et les fils du frère d'un militaire, fils de victimes civiles de la guerre, de fonctionnaires ou d’agents des services publics ou encore d'une famille d'au moins six enfants avaient accès à l'École de Cadets pour autant qu'ils aient été classés en ordre utile au concours d'admission. Le cas échéant, ils étaient classés en tenant compte d'un bonus basé sur le passé de guerre du père.
En vertu de la loi linguistique sur l'enseignement primaire et secondaire du 14 juillet 1932 (loi Poulet), l'enseignement devait être dispensé dans la langue régionale. La section néerlandophone de l’École des Cadets ne pouvait rester à Namur et s'installa à Saffraanberg en 1933. 
À partir de 1934, trois années d'enseignement secondaire inférieur sont dispensées à l’école des Cadets à Saffraanberg et à Namur. Les militaires qui servaient dans une région linguistique autre que la leur pouvaient demander que leurs fils suivent des cours dans leur propre langue à titre de "cadets en surnombre" moyennant payement d’un minerval.

### Pendant la Seconde Guerre mondiale
Le 10 mai 1940, jour de l'invasion allemande de la Belgique, les écoles des cadets de Namur et de Saffraanberg sont fermées. Les cadets qui n'avaient pas encore signé de contrat d'engagement et les étudiants en surnombre rentrent chez eux. Les cadets qui s'étaient engagés ne purent rejoindre leurs familles qu'après diverses pérégrinations et après la capitulation de l'armée belge. 

### Installation provisoire à Seilles (1947)
L'École des Cadets a été réactivée le 1er janvier 1947. L'école de Namur ayant été partiellement endommagée par les bombardements américains du 18 août 1944 et occupée, entre autres, par l'école du génie, elle fut installée à Seilles. L'éducation était limitée aux trois années supérieures de l'enseignement secondaire.  
Comme par le passé, l'École des Cadets était ouverte aux fils de militaires en service actif et aux orphelins de guerre, aux fils d'ex-combattants, aux prisonniers politiques, aux résistants, aux fonctionnaires et aux fils de familles nombreuses, à condition qu'ils soient classés en bon ordre  au concours d'admission. Tous les candidats étaient soumis au même test d'accès. Le nombre d'élèves était limité à cent trente-cinq néerlandophones et cent cinq francophones. Les candidats cadets se voyaient attribuer un bonus en fonction de la catégorie à laquelle appartenait leur père. 

### Déménagement à Laeken (1948)

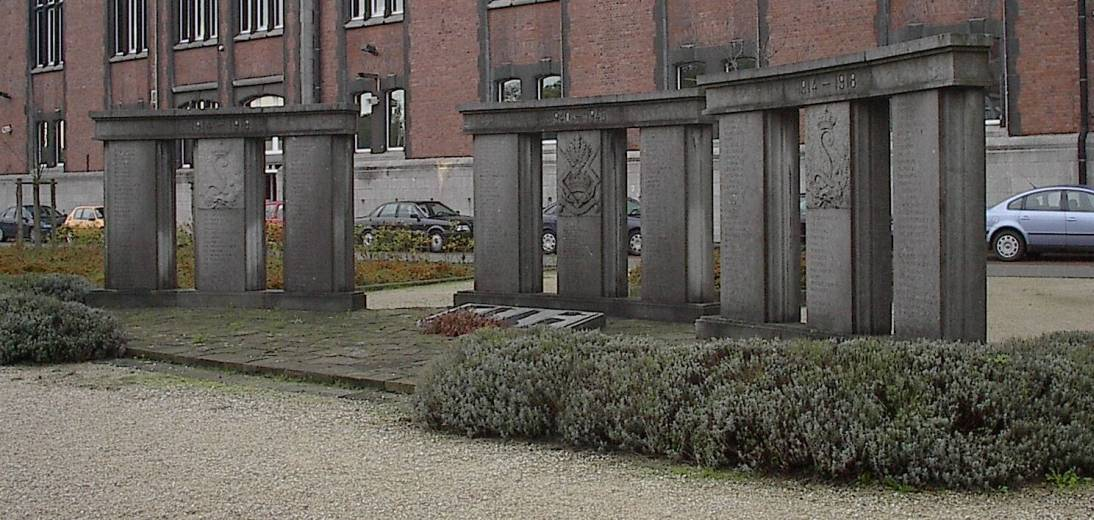
Monument aux morts des anciens cadets, pupilles et enfants de troupe des deux guerres mondiales à la caserne Sainte-Anne à Laeken.

La loi linguistique du 14 juillet 1932, qui stipule que l'enseignement doit être dispensé dans la langue régionale, pose des problèmes pour l'homologation des diplômes des néerlandophones à Seilles. Toutefois, un paragraphe de cette loi prévoit une exception pour les écoles bilingues à Bruxelles et à la frontière linguistique. En ces lieux, s'applique la règle : « la langue maternelle est la langue de l'enseignement ». Bruxelles étant une région bilingue, l’École des Cadets y a ouvert ses portes en 1948, au quartier Sainte-Anne à Laeken.  

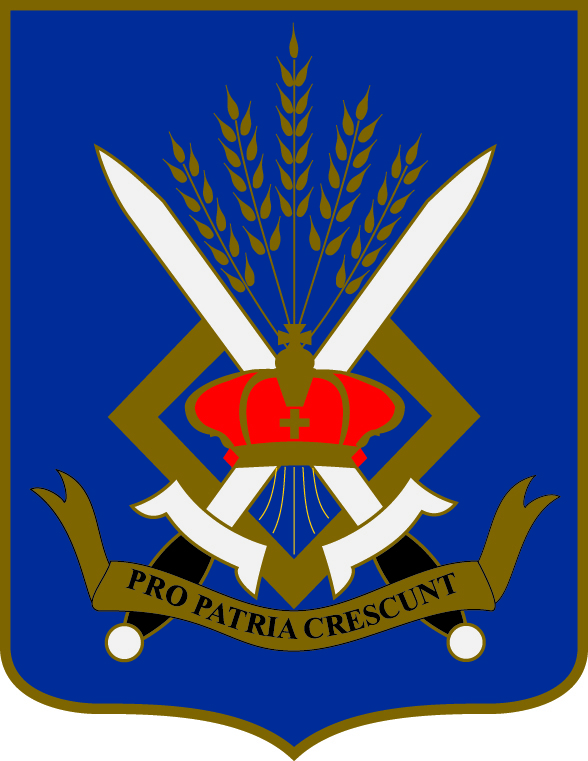
Blason de l'École royale des cadets

La reine Élisabeth et des cadets en 1951

### Sous-section néerlandophone de Lierre (1955)
Les années qui ont suivi la Seconde Guerre mondiale ont été marquées par une pénurie d'officiers néerlandophones. De plus, le rapport entre le nombre de cadets néerlandophones et francophones était de 40 à 60, soit le contraire du rapport souhaité de 60 néerlandophones pour 40 francophones. Pour y remédier, il fut décidé d'élargir l'accès à l'École des Cadets. Par arrêté royal du 13 mars 1955, une sous-section locale, accessible à tous les jeunes, devait être créée dans les régions flamande et wallonne du pays. Cinquante-cinq places supplémentaires seraient ouvertes chaque année pour les néerlandophones et trente pour les francophones.
En septembre 1955, les portes de la caserne Dungelhoeff (nl) s'ouvrent à Lierre pour 91 cadets néerlandophones : 52 dans les "troisièmes", 27 dans les "deuxièmes" et 12 en rhétorique (quatrième, cinquième et sixième années scolaires). En conséquence, le nombre de néerlandophones recrutés pour la 4e année scolaire est passé d'une cinquantaine à une centaine de cadets. Le nombre annuel moyen de cadets de langue néerlandaise recrutés est demeuré à ce niveau jusqu'à la fin des années 1960. Par la suite, il est tombé à 80 / 90.  
La sous-section de Lierre de l'École des Cadets se distingue de la section néerlandophone de Laeken par sa spécificité : les élèves n'appartiennent à aucune catégorie d'ayants droit. Dans une certaine mesure, elle a pu fonctionner de façon indépendante grâce à l’éloignement de l'établissement, du commandement et de l'État-major.

### Division francophone élargie (1959)
La sous-section francophone a été créée quatre ans plus tard par l'arrêté  royal no 7049 du 28 mars 1959, mais sans création de nouvelle école. Elle a simplement été intégrée à la division francophone de Laeken. L'année scolaire 1959 a commencé avec dix élèves n'appartenant à aucune catégorie d'ayants droit. La clé de répartition pour les années suivantes était de 70 cadets francophones à Laeken et 110 cadets néerlandophones, pour moitié à Laeken et à Lierre. 

### Division Africaine (1960)
En 1960, la Division africaine a été fondée pour les stagiaires du Congo et du Rwanda-Urundi. Elle perdurera jusqu'en 1968.   

### Divisions annexes (1962)
En 1962, l’école des Cadets fut complétée par une " Division annexe néerlandophone" à Lierre et une "Division annexe francophone" à Laeken. Ces divisions annexes faisaient partie d'une école de la Force terrestre, l'École Centrale de Saint-Denis-Westrem, qui préparait les candidats militaires à l'examen d'entrée à l'École Royale Militaire (ERM). En 1969, les " divisions annexes " furent aussi chargées de la formation des candidats de la Force aérienne et de la Marine. Elles ont été rebaptisées " Intermachten Afdeling (IMA) - Division Interforces (DIF)".  
En 1978, la formation dans la Division Interforces (DIF) a été réduite de trois ans à un an. Les candidats civils ont également été acceptés après une présélection rigoureuse. La formation se résumait à un cours intensif de mathématiques et de sciences, en plus de l'initiation militaire et des cours de sport supplémentaires. En fait, elle était comparable à la septième année de formation scientifique spéciale dans l'enseignement ordinaire.  
Les Divisions Interforces ont également accueilli des filles à partir de 1980, mais ce n'est qu'en 1987 que les filles ont eu accès à l’école des Cadets et uniquement à Laeken.

### Fermeture (1991)
La création des divisions, le rattachement des divisions annexes, les modifications législatives, les nouvelles lois et l'évolution de l'esprit du temps ont nécessité des réformes et des adaptations. Les tentatives visant à rationaliser la structure des éléments géographiquement dispersés de l’école des Cadets furent entravées par les protestations des représentants politiques. Le contenu de l'enseignement et les règles d'ordre intérieur ont été continuellement adaptés à l'évolution de la législation et de la culture sociale. La formation générale des cadets s'est élargie avec les activités parascolaires et la vie quotidienne des cadets s'est progressivement améliorée.  
Néanmoins, le nombre de cadets réussissant les tests d'admission à l'ERM a chuté d'environ 70 dans les années 1950 et 1960 à environ 40 à la fin des années 1980 et 1990. En revanche, le nombre de réussites venant des divisions Interforces est passé de moins de vingt à une soixantaine. Les besoins à combler par l’école Royale des Cadets étaient apparemment mieux satisfaits par les autres institutions ayant une mission similaire. 
La conclusion était évidente. Dans un contexte plus large concernant la restructuration des forces armées, le ministre de la Défense nationale a présenté au Conseil des ministres le projet de suppression de cette école. Ce projet a été accepté le 17 mars 1989. Les cadets présents ont pu terminer le cycle secondaire qu’ils avaient entamé, mais le recrutement a cessé. Plus de 6 000 jeunes sont passés par l'école de 1946 à 1991. Trois mille sept cents d'entre eux avaient quitté l'école avec un diplôme. L'École Royale des Cadets a définitivement fermé ses portes le 30 juin 1991. À cette date, 1 500 anciens cadets se sont rassemblés dans la cour d'honneur du quartier de Sainte-Anne à Laeken pour participer à la cérémonie d'adieu des cadets de dernière année.  
Avec la disparition de l’école royale des cadets en 1991, la division Interforces est restée seule comme institution préparatoire à l'ERM et est devenue une école autonome, désormais directement dépendante de l'État-major général de l'armée, sous le nom d'École Préparatoire Interforces (Intermachten Voorbereidende School). Les néerlandophones sont restés à Lierre, les francophones à Laeken. En 1993, l'école changea de nom : la Division Préparatoire à l'École royale militaire (DPERM) de Laeken et la Voorbereidende Divisie op de Koninklijke Militaire School (VDKMS) néerlandophone de Lierre.  
En 1998, l'école de Lierre dut fermer ses portes et déménager à Laeken, où les sections néerlandophone et francophone fusionnèrent. 
Dans un nouveau cycle de compression budgétaire et à la suite des pressions pour y accueillir une école européenne, l'État-major général décida de céder le quartier Saint-Anne. C'est ainsi qu'en 2006, la DPERM / VDKMS a déménagé à Saffraanberg (Saint-Trond) pour y être intégrée à  l'École Royale des Sous-officiers.  
La fermeture de l’école a vraisemblablement été également accélérée par  le fait que l'enseignement en Belgique était devenu en 1989 une compétence des communautés, alors que l'armée restait une matière "fédérale". 
En 2012, l'école européenne de Bruxelles IV s'ouvre dans les anciens bâtiments de l'école royale des cadets à Laeken et accueille plus de 3 000 élèves.

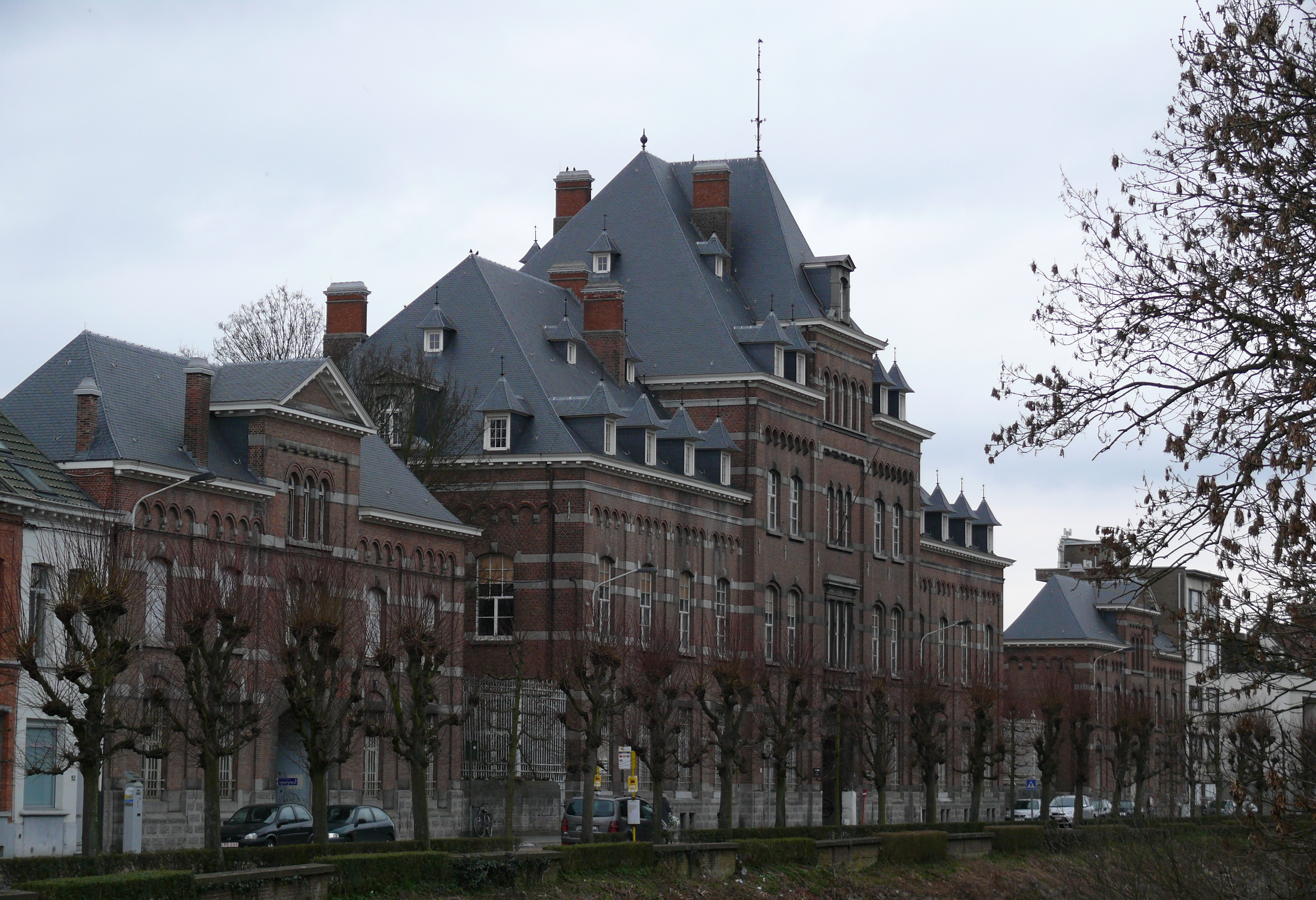
La caserne Dungelhoeff à Lierre

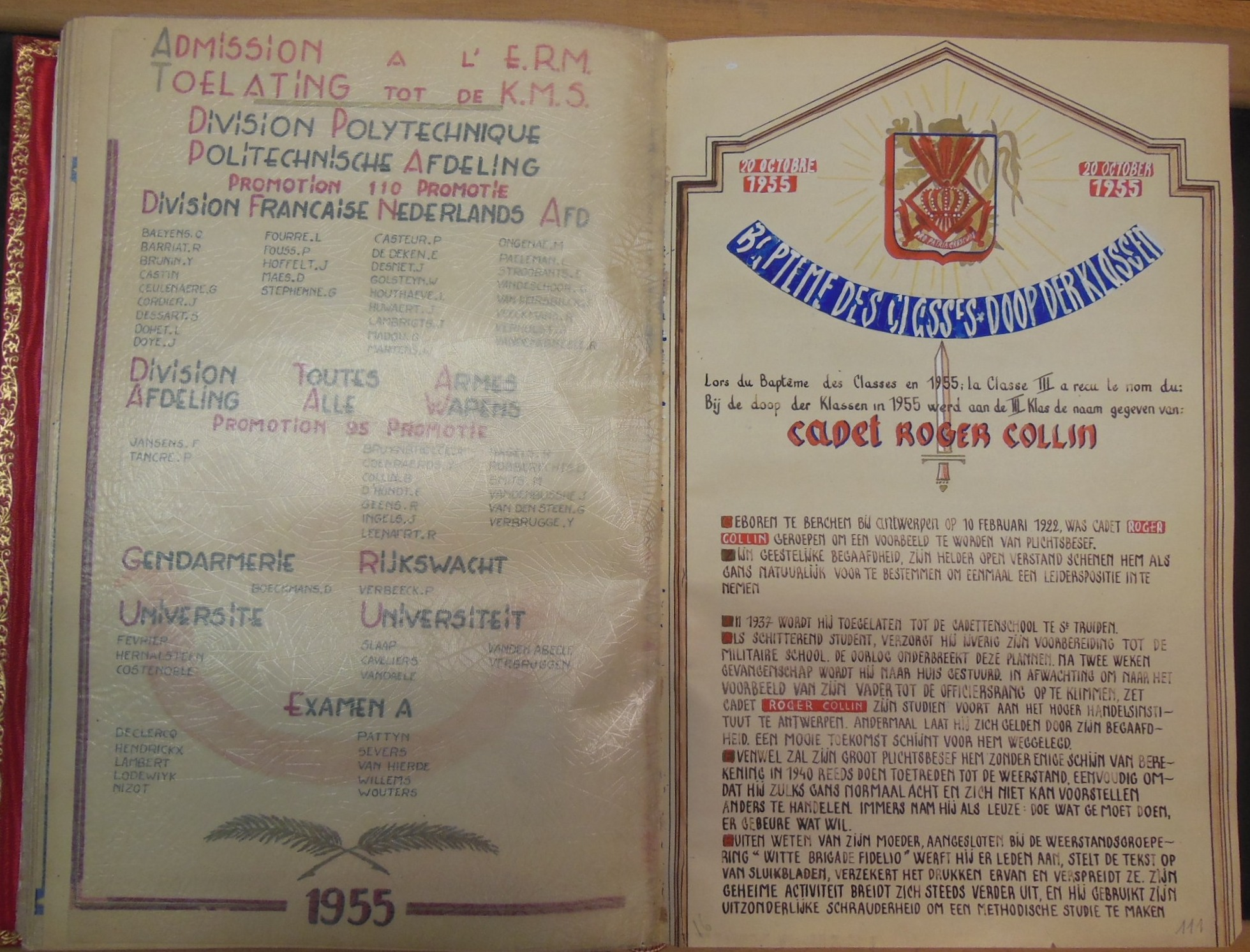
Le Livre d’or de l’école des Cadets

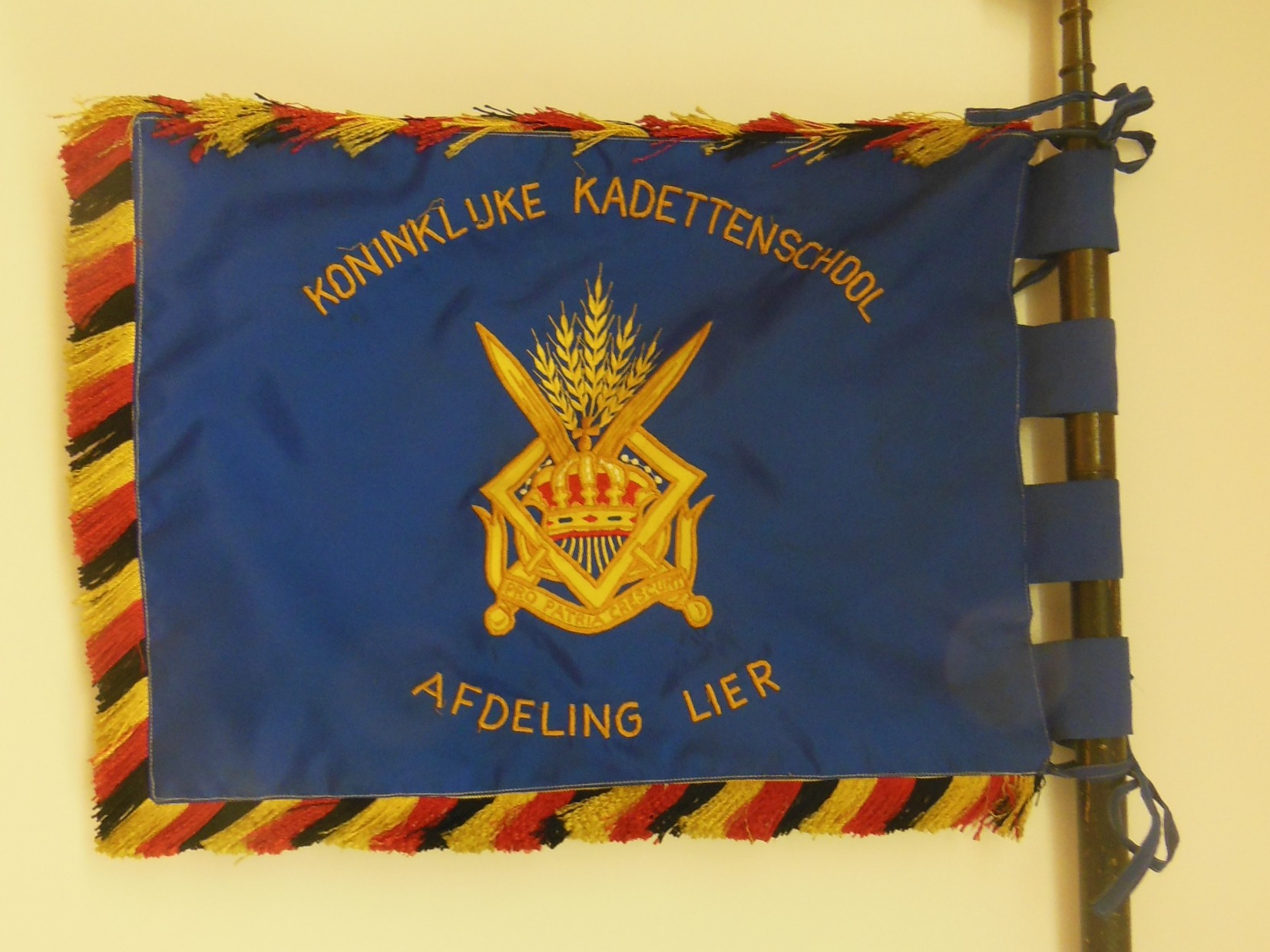
Fanion de la Division de Lierre de l’École des Cadets

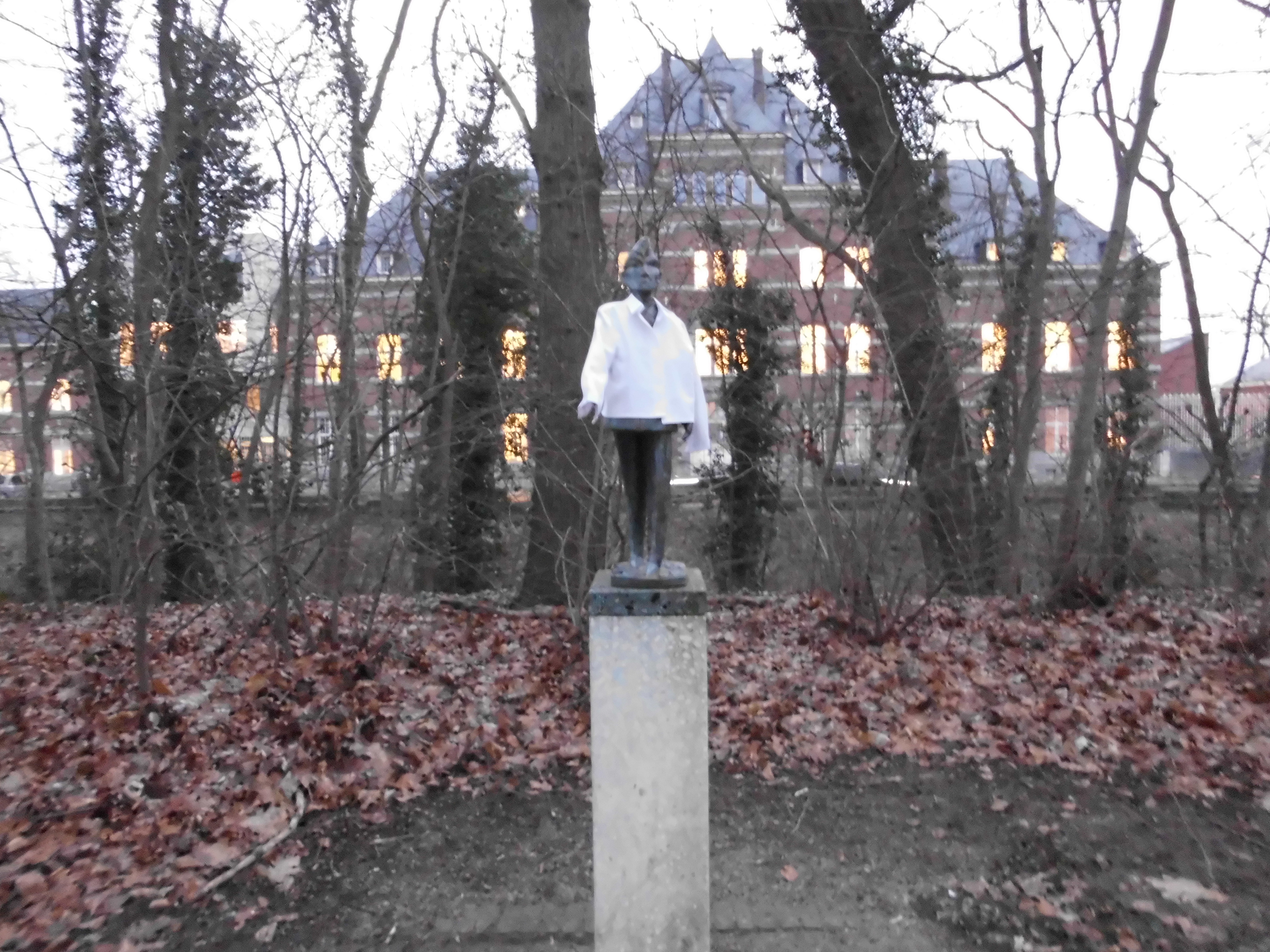
Statuette d'un cadet, à l'arrière-plan, l'ancienne École des Cadets à Lierre

## Enseignement moyen et secondaire

### Programme journalier
Pour l'École des Cadets, l'année scolaire se déroulait comme dans l'enseignement secondaire, avec de longues vacances d'été et de courtes vacances autour des fêtes. La semaine scolaire durait du lundi au samedi après-midi jusqu'à l'introduction de la semaine de cinq jours en 1971.  
L'horaire quotidien a peu changé au fil des ans : se lever tôt le matin,, de cinq heures à six heures trente, un premier petit déjeuner, l'étude, le rassemblement pour l'inspection et le salut au drapeau, un déjeuner complet. Suivent les cours et les heures de sport, avec des interruptions pour le déjeuner, le dîner et l'étude obligatoire du soir. À neuf heures et demie, il était temps de  rejoindre les dortoirs communs. L’extinction des feux était sonnée à dix heures.  

### Formation académique
De 1897 à 1914, on enseignait les matières des humanités gréco-latines, des humanités latines et, dans une phase transitoire, des humanités modernes. Le cycle complet durait sept années scolaires,. Le ministère de la Guerre réglementait en détail le contenu et le déroulement de l'enseignement.  
À partir de 1919, l'école donnait trois ans d'enseignement secondaire supérieur du type  gréco-latin ou latin-mathématiques des humanités classiques ainsi que les humanités modernes. Le programme comprenait des heures supplémentaires de mathématiques, de seconde langue, et d'éducation physique et de sport.  Les enseignants étaient des civils et, pour les sciences, des officiers diplômés de l'ERM, ayant les mêmes qualifications que ceux de l'enseignement subventionné. Après 1945, l'enseignement académique de l'École des Cadets était en adéquation avec celui des Athénées royaux. Les deux sections gréco-latine et latin-mathématiques, ressortaient des humanités classiques. Les "humanités modernes" contenaient une section scientifique qui fut divisée après 1960 en une scientifique A (mathématiques fortes) et une scientifique B (sciences fortes).  
Après la rénovation de l'enseignement secondaire dans les années 1970, l'école a réformé son enseignement dans six disciplines dans les années 1980 : mathématiques A et mathématiques B, chacune combinée avec le latin ou les sciences ou les langues modernes. L'emploi du temps prévoyait 27 périodes communes, 10 de mathématiques et 4 de latin, de sciences ou de langues vivantes, totalisant ainsi 41 périodes. 
L'école respectait scrupuleusement la législation en vigueur, de sorte qu'à l'issue des études, les cadets recevaient des autorités supérieures de tutelle le certificat légalement requis pour accéder à certaines fonctions et études supérieures.

### Éducation physique et sport
L'École des Cadets de 1897 avait un programme militaire spécifique d'éducation physique et sportive comprenant gymnastique, équitation, escrime, natation. Les leçons étaient données dans des bâtiments et installations appropriés par des sous-officiers qualifiés. Après le tournant du siècle, l'éducation physique et le sport ont été placés sous le signe de l'épreuve physique des tests d'admission de l'École Militaire. Les Écoles de Cadets ont également participé à des concours et à des compétitions à l'intérieur et à l'extérieur de l'armée. À partir de 1965, les cadets ont pu participer à des stages de formation de jeunes, organisés par l'armée pendant les vacances scolaires,.

### Éducation culturelle et sociale
Avant 1914, à la fin de l'année scolaire, les cadets étaient autorisés à faire des excursions dans les grottes de Han, à l'abbaye d'Aulne, à Spa ou dans la vallée du Ninglinspo et, en 1910, à l'Exposition universelle à Bruxelles. Plus tard, les cadets purent assister à des concerts, à des conférences, à des séances de théâtre au Théâtre de la Monnaie à Bruxelles ou au Théâtre Royal de la Jeunesse (KJT) à Anvers, à des expositions comme celles sur «l'Art Moderne» pendant l'Exposition universelle de 1958, à des projections spéciales de films et à des visites des villes belges et des plages du débarquement en Normandie.   
Quand il y avait suffisamment de talents musicaux disponibles, les enseignants, les cadres et les cadets formaient un orchestre de chambre et des soirées musicales étaient organisées à l'école et parfois à l'extérieur. Lorsque l'occasion se présentait, des échanges et des visites étaient organisés avec des écoles semblables à l'étranger.  
Les cadets ont participé à des actions sociales en collaboration avec la ville de Bruxelles, organisé des expositions, une foire du livre, un tournoi d'éloquence avec les écoles de la région, des concerts et en 1981 une marche patriotique de cent trente-cinq kilomètres à l'occasion du cent cinquantième anniversaire de la prestation de serment du roi Léopold I. À partir des années 1970, ils ont pu suivre et mettre en pratique une formation de moniteur pour jeunes,.

## Formation militaire
Les premières années, l'École des Cadets était entièrement organisée comme une unité militaire. Les cadets étaient divisés en pelotons selon leur âge, les plus jeunes en pelotons civils et ceux qui avaient signé un contrat d'engagement en pelotons militaires, commandé par un lieutenant. Neuf des quinze enseignants étaient des militaires. Cinq officiers et dix sous-officiers étaient responsables de la formation militaire. Les cadets militaires, qui avaient plus de seize ans, recevaient une formation théorique pour devenir sous-officiers.  
En 1919, il a été déclaré que la formation militaire ne devait pas entraver le cours normal des études. La formation militaire formelle se limitait au savoir-vivre militaire et à la pratique, sans arme, du drill en peloton. 
La formation militaire élargie, l'acquisition des valeurs et des normes militaires, principalement la discipline, devaient être le résultat indirect de la vie quotidienne des cadets. 

### Statut du cadet
Lors de sa fondation en 1897, l'École des Cadets accueillait des élèves dès l'âge de onze ans. Le jour de leur seizième anniversaire, ceux qui étaient aptes au service militaire signaient un contrat d'engagement de volontaire. Ils devenaient des militaires au sens juridique du terme. Les années suivantes, il y aura toujours des cadets de moins de seize ans. L'engagement de servir à partir du seizième anniversaire est demeuré en vigueur jusqu'à la fermeture de l'école. Comme auparavant, les cadets recevaient une solde, c’était également le cas des jeunes de moins de seize ans. 

### Hébergement, uniforme, trousseau et équipement
Jusqu'à la Première Guerre mondiale, l'habillement, l’uniforme et le trousseau,, de tous les cadets, leurs manuels scolaires et leurs fournitures de bureau devaient être payés par les parents. Les parents des cadets de moins de seize ans devaient payer trois cents francs par an pour leur logement. Si nécessaire, ils pouvaient faire une demande de bourse. 
La tenue journalière des premiers cadets comprenait bottines, veste, pantalon et un képi. Avec la tenue de sortie, s’ajoutaient des bottillons et une cape. Les boutons dorés étaient marqués "École des Cadets". Sur les coins de col se trouvaient des palmes de couleur rouge ou, pour les élèves brillants, des palmes d'argent. Le pantalon et les pattes d’épaules portaient un passepoil également de couleur rouge. La distinction entre les cadets militaires et les cadets civils était reconnaissable au passepoil du képi et aux éperons sur les bottillons. 
Lorsque l'École des Cadets a redémarré en 1919, les forces armées ont fourni à tous les cadets le logement, la nourriture quotidienne, les vêtements et les soins médicaux. L'uniforme des cadets était kaki comme celui de toutes les armes et services de l'armée. Les décorations et distinctions étaient les mêmes qu'avant la guerre. Le képi a été remplacé par un bonnet de police pliable, bordé d'un liseré rouge et d'un gland bleu royal. 
À la réouverture de l'école des cadets en 1947, les cadets portaient le battle-dress kaki britannique avec bottines et guêtrons. La même année, il a été remplacé par un uniforme bleu « Force aérienne ». Sur les coins de col se trouvaient des palmes rouges, comme précédemment. Le bonnet de police a été remplacé en 1949 par un béret, il reçut plus tard le nouvel insigne de l'école. De 1955 à 1958, les signes distinctifs sur les uniformes de la subdivision de Lierre étaient jaunes et non rouges.

### Punitions et récompenses
Pour motiver les cadets à l'étude, le règlement scolaire prévoyait des punitions sous forme de consignes d'étude qui consistaient en des heures d'étude obligatoire pendant les heures libres déjà bien peu nombreuses. Pour limiter les manquements à l'ordre, des sanctions (consignes) disciplinaires étaient prévues, pouvant exceptionnellement conduire à la perte d'un week-end libre ou même d'un jour de congé. La distribution des punitions se déroulait  conformément à des règles strictes. L'intimidation, les taquineries et les abus de pouvoir de la part des enseignants ou des sous-officiers et officiers n'étaient pas courants,.  
De bons résultats annuels donnaient droit à des doubles palmes rouges (plus de 13/20) et même à, des palmes d'argent (plus de 16/20) sur les coins de col. Les cadets, âgés de plus de seize ans, pouvaient être promus au grade de caporal-cadet (en deuxième année d’étude) et de sergent-cadet (en troisième année). Les cadets promus recevaient une solde légèrement plus élevée.

### Devise et armoiries

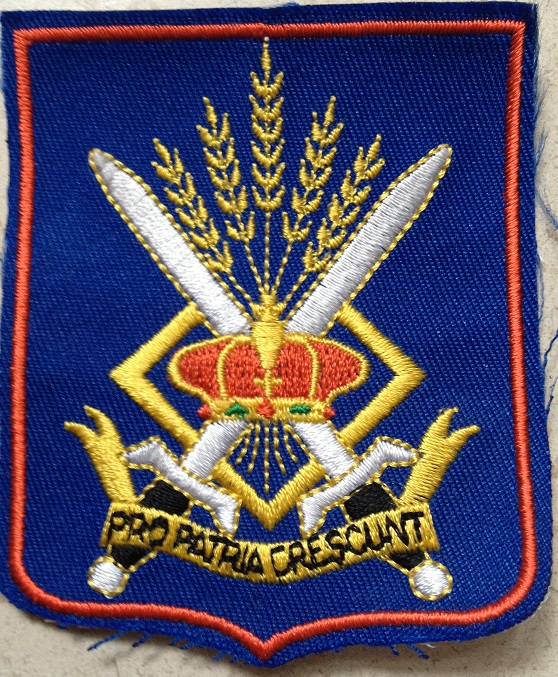
Armoiries de l'École Royale des Cadets

En 1949, l'école des cadets adoptait des armoiries avec une devise. Les armoiries représentent deux épées croisées, cinq épis de blé et une couronne royale avec un losange en l'arrière-plan. Les deux épées croisées font référence aux forces armées. Les épis de blé symbolisent la croissance des cadets. Le losange, le monogramme du roi Léopold et la couronne royale font référence à l'adjectif "Royal" dans le nom de l'école. Depuis lors, les cadets portent sur le béret, au lieu du lion belge, un insigne de cuivre avec ces armoiries. 

### Le drapeau
En 1926, les Écoles des Pupilles et des Cadets reçurent leur drapeau, comme "symbole de la patrie et de la vertu militaire",,,. Le drapeau de l'École des Cadets avec son escorte et entouré par le cérémonial prévu a pris part à des défilés et de nombreuses cérémonies. Après la fermeture de l'École des Cadets, le drapeau a été confié au Musée royal de l'Armée.

### Morts au champ d'Honneur

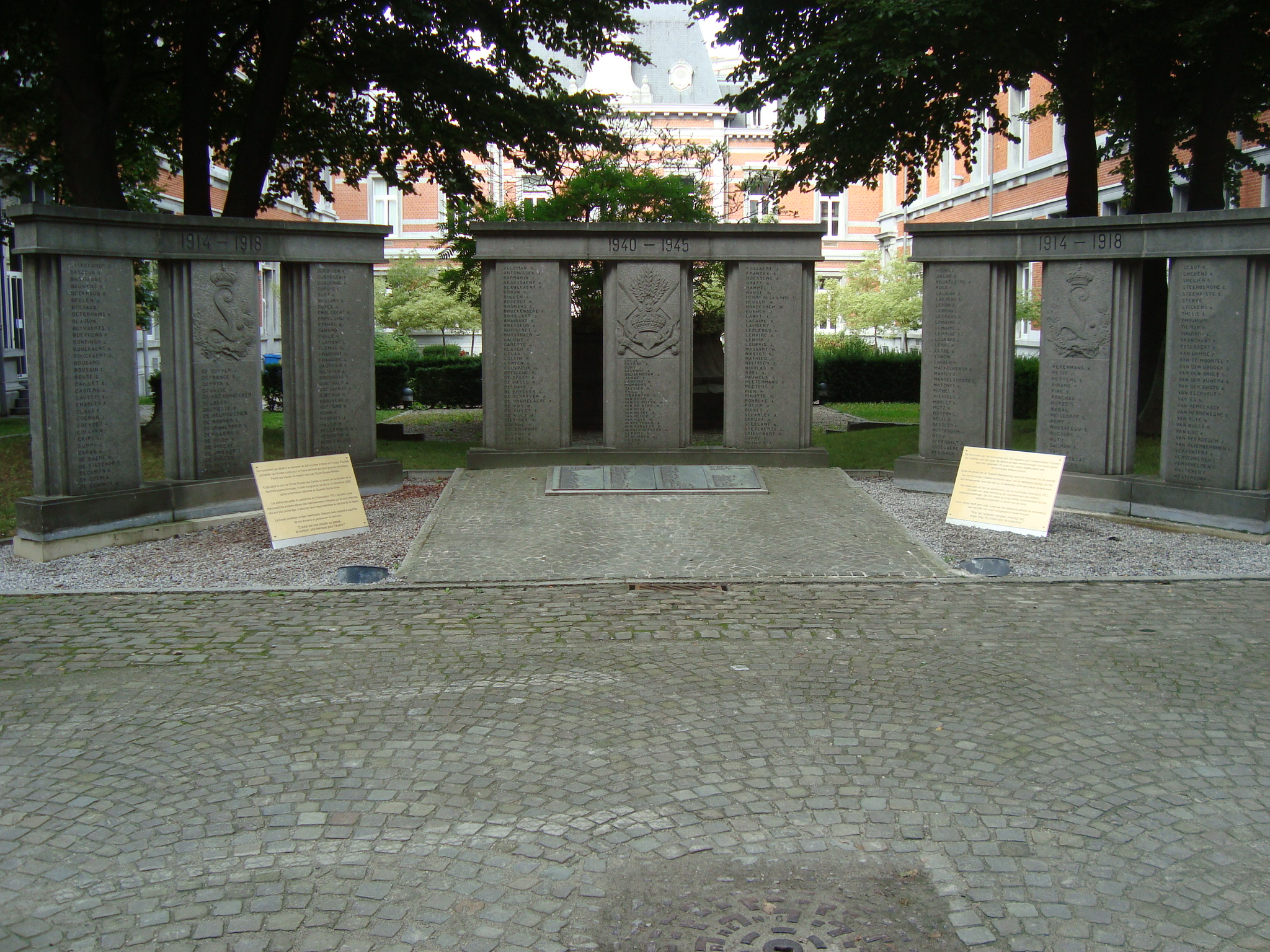
Le monument aux morts des anciens cadets, pupilles et enfants de Troupe des deux guerres mondiales sur le campus Renaissance

Après la Première Guerre mondiale, les anciens élèves des Écoles de Pupilles et des Cadets décédés furent honorés par un monument allégorique et des tables à Alost,  , et par une stèle commémorative à Namur. Après l’installation au quartier Sainte-Anne à Laeken, un nouveau monument y a été érigé pour tous les cadets, pupilles et enfants de troupe tombés au combat pendant les deux guerres mondiales. Ce monument énumère les noms de 230 anciens décédés pendant la Première Guerre mondiale et de 110  pendant la Seconde Guerre mondiale. Lorsque l'armée a définitivement quitté le quartier Sainte-Anne, le monument aux morts a été transféré au Campus Renaissance en 2008.

## ASBL TPCI
La Société des Anciens Enfants de Troupe de l'Armée (SAETA) - Vereniging van de Gewezen Troepskinderen van het Leger (VGTL) – a été fondée à Bruxelles en 1895. Elle est devenue la Société royale des anciens Enfants de Troupe, Pupilles, Cadets et Interforces de l'Armée (TPCI) et est ouverte à tous les anciens élèves des différentes institutions qui préparent aux concours d'admission dans les écoles d’officiers. Son but est de contribuer au bien-être des étudiants actuels de ces institutions. La TPCI gère une salle de tradition et publie un magazine trimestriel. Le siège social est situé à Bruxelles, avenue de la Renaissance 30. 

## Étudiants renommés
- Emiel Janssens, cadet 1913-1914, Namur
- Francis Waldburger, cadet 1922-1925, Namur
- August Van Daele, cadet 1959-1962, Lierre
- Johnny Thijs (nl), cadet 1967-1970, Lierre
- Frank De Winne, cadet 1976-1979, Lierre
- André Cottenie (nl)
- Jurgen Vanlerberghe
- Pierre Buyoya, cadet 1967-1970, Laeken

## Professeurs renommés
- Maurice Grévisse, Laeken
- Bernard-Frans van Vlierden, (Bernard Kemp), Laeken
- Marc Galle, Laeken

## Culture

### "La fille du régiment"
Un opéra créé en 1840 par Gaetano Donizetti présente les aventures d’un enfant de troupe de l’époque..   

### Programme VTM
En 2009, la chaîne de télévision VT4 a diffusé un programme sur l'École des Cadets pour confronter les jeunes d'aujourd'hui aux écoles et aux situations des "temps passés". L'émission a donné une image de l'école comme si le harcèlement, l'abus de pouvoir et une discipline morbide y avaient été la règle.  